# Роза, Драко
Драко Корнелиус Роза Суарес (исп. Draco Cornelius Rosa Suárez; род. 27 июня 1969), также известный как Робби Драко — пуэрториканский певец, музыкант, автор песен и предприниматель.

## Биография
Драко Корнелиус Роза Суарес родился на Лонг-Айленде, штат Нью-Йорк, в семье пуэрториканцев Норберто Розы и Сони Суарес. В юном возрасте он переехал со своей семьей в Пуэрто-Рико, где провел большую часть своего детства в городе Понсе.
Первоначально он получил известность как участник бойз-бэнда Menudo в 1980-х годах, исполнив хит «Hold Me». После ухода из группы он переехал в Бразилию, где выпустил два альбома, добившись массового успеха. После краткого пребывания в Калифорнии вернулся в Нью-Йорк и присоединился к группе Maggie's Dream, которая распалась после выпуска одного альбома, что позволило ему возобновить свою сольную карьеру. Певец и композитор выпустил множество альбомов и сочинил множество песен для Эдниты Назарио, Хулио Иглесиаса и Рики Мартина.
В 1988 году, в возрасте 18 лет, он дебютировал в кино в фильме «Сальса», который стал большим хитом в Пуэрто-Рико. Во время съемок фильма он познакомился с актрисой Анджелой Альварадо, которая позже стала его женой. Они поженились в 1988 году, и у них родились двое сыновей, Ревель (1994 г.р.) и Редамо (2001 г.р.). В июне 2019 года Роза подала на развод в Лос-Анджелесе после почти 30 лет брака, сославшись на непримиримые разногласия. В настоящее время он проживает в Утуадо, переехав из Лос-Анджелеса.
В 1996 году выпустил латиноамериканский альтернативный рок-альбом Vagabundo, спродюсированный Филом Манзанерой, затем помог музыкальной карьере Рикки Мартина выйти на новый глобальный уровень с альбомом Vuelve. Роза написал и спродюсировал синглы Мартина, включая «María», «Livin' la Vida Loca», «She's All I Ever Had», «The Cup of Life», «She Bangs» и «Shake Your Bon-Bon», среди прочих. Роза гастролировал с Ленни Кравицем летом 2004 года в поддержку его концептуального альбома Mad Love.
В апреле 2011 года у Розы был диагностирован рак неходжкинской лимфомы рядом с печенью. Он прошёл альтернативное и традиционное лечение в Хьюстоне и Санта-Монике. Из-за этого у Розы был перерыв почти на год до его возвращения в марте 2012 года, когда он начал записывать свой последний альбом с Vida и дал концерт с Хуаном Луисом Геррой и Рубеном Блейдсом в Колизее Хосе Мигеля Агрело. В декабре 2012 года он объявил, что излечился от рака. В декабре 2013 года менеджер Розы подтвердил, что у него снова рецидив. Он снова победил рак после второй пересадки костного мозга. По состоянию на февраль 2019 года Роза уже пять лет здоров.

## Дискография
Maggie's Dream
- Maggie's Dream (1990)

| Сольные альбомы - Robby (1988) [as Robby] - Robby (a.k.a. Ser Feliz) (1989) [as Robby] - Frío (1994) - Vagabundo (1996) - Songbirds & Roosters (1998) - Libertad del Alma (2001) - Mad Love (2004) - Como Me Acuerdo (2004) - Draco y El Teatro del Absurdo (2007) - Vino (2008) - Amor Vincit Omnia (2009) - Vida (2013) - Monte Sagrado (2018) - Sound Healing (2021) | Концертные альбомы - Draco Al Natural (2005) - Teatro Live (2008) - 731 Ensayos Al Natural (2009) Мини-альбомы - La Pena Negra (2011) - Forest of Numbers (Rock It!) (2012) Экспериментальные работы - Heronepheus "King of the Void" (2011) Саундтреки - Salsa: Original Motion Picture Soundtrack (1988) - Encuentro (2002) |

## Композитор и продюсер
| Год  | Исполнитель    | Альбом                |
| ---- | -------------- | --------------------- |
| 1998 | Рики Мартин    | Vuelve                |
| 1999 | Рики Мартин    | Ricky Martin          |
| 1999 | Ednita Nazario | Corazón               |
| 2000 | Рики Мартин    | Sound Loaded          |
| 2000 | Хулио Иглесиас | Noche de cuatro lunas |

## Награды и номинации
Grammy Awards
| Год  | Номинируемая работа   | Категория                                   | Результат |
| ---- | --------------------- | ------------------------------------------- | --------- |
| 2000 | "Livin' la Vida Loca" | Record of the Year (as producer)            | Номинация |
| 2000 | "Livin' la Vida Loca" | Song of the Year (as songwriter)            | Номинация |
| 2011 | Amor Vincit Omnia     | Best Latin Rock, Urban or Alternative Album | Номинация |
| 2014 | Vida                  | Best Latin Pop Album                        | Победа    |

Latin Grammy Awards
| Год  | Номинируемая работа              | Категория                         | Результат |
| ---- | -------------------------------- | --------------------------------- | --------- |
| 2004 | "Más y Más"                      | Record of the Year                | Номинация |
| 2004 | "Más y Más"                      | Song of the Year                  | Номинация |
| 2004 | "Más y Más"                      | Best Music Video                  | Победа    |
| 2009 | Teatro                           | Best Rock Solo Vocal Album        | Победа    |
| 2009 | Teatro                           | Best Long Form Music Video        | Номинация |
| 2013 | "Más y Más" (feat. Ricky Martin) | Record of the Year                | Номинация |
| 2013 | Vida                             | Album of the Year                 | Победа    |
| 2013 | Vida                             | Best Contemporary Pop Vocal Album | Номинация |
| 2019 | Monte Sagrado                    | Best Rock Album                   | Победа    |
| 2019 | "Hotel De Los Encuentros"        | Best Long Form Music Video        | Номинация |

Lo Nuestro Awards
| Год  | Номинируемая работа | Категория                | Результат |
| ---- | ------------------- | ------------------------ | --------- |
| 2011 | Amor Vincit Omnia   | Album of the Year: Rock  | Победа    |
| 2011 | Himself             | Artist of the Year: Rock | Номинация |
| 2011 | "Esto Es Vida"      | Song of the Year: Rock   | Номинация |